# Jan (Razumow)
Jan, imię świeckie: Dmitrij Razumow (ur. 16 października?/28 października 1898 w Kołomnie, zm. 13 stycznia 1990) – rosyjski biskup prawosławny.

## Życiorys
W wieku osiemnastu lat wstąpił jako posłusznik do pustelni św. Zozyma i Smoleńskiej Ikony Matki Bożej, jednej z filii Ławry Troicko-Siergijewskiej. W 1923 przeszedł do monasteru Objawienia Pańskiego w Moskwie, gdzie w 1924 złożył wieczyste śluby zakonne. W tym samym roku, 25 listopada, biskup Augustyn (Bielajew) wyświęcił go na hierodiakona. Duchowny został skierowany do służby w soborze Zaśnięcia Matki Bożej w Kaszyrze. W 1936 został ekonomem Patriarchatu Moskiewskiego, którą to funkcję spełniał do 1946. W 1942 przyjął święcenia kapłańskie z rąk biskupa saratowskiego Grzegorza. 8 października tego samego roku otrzymał godność ihumena, zaś 26 października – archimandryty. Od 1946 do 1953 był przełożonym Ławry Troicko-Siergijewskiej.
30 października 1953 w cerkwi refektarzowej Ławry Troicko-Siergijewskiej miała miejsce jego chirotonia na biskupa kostromskiego i galickiego. Jako konsekratorzy w ceremonii wzięli udział patriarcha moskiewski i całej Rusi Aleksy I, metropolita leningradzki i nowogrodzki Grzegorz oraz arcybiskup odeski i chersoński Nikon. W 1954 biskup Jan został mianowany biskupem pskowskim i porchowskim oraz przełożonym Monasteru Pskowsko-Pieczerskiego. W latach 1959–1960 był biskupem berlińskim i niemieckim, zachowując godność locum tenens eparchii pskowskiej. W 1960 wrócił na stałe na katedrę pskowską, dwa lata później został arcybiskupem, zaś w 1972- metropolitą. W 1987 odszedł w stan spoczynku, zaś w 1990 zmarł.